# 漢弗萊斯冰隆
漢弗萊斯冰隆（英語：Humphreys Ice Rise），是南極洲的冰隆，位於葛拉漢地的盧貝海岸，處於拉勒曼德港西南部，由英國探險隊拍攝空中照片，現時由南極條約體系管理。